# Para quererte
Para quererte es una canción interpretada por Maridalia Hernández y escrita por los dominicanos Manuel Tejada y José Antonio Rodríguez. En 1986, este tema hizo a los autores merecedores del primer lugar del Festival de Viña del Mar en Chile.
La canción trata de las actitudes y sentimientos que hay que tener para que una pareja se entienda, como la compresión y el afecto de estar con tu pareja y lo que ella ofrece para quererlo a él.
Posteriormente, en 1992, la cantante mexicana Yuri grabó este tema (bajo el título "Para quererte más") para su álbum "Obsesiones".
- Datos: Q6060372